# 포르투갈 브라질 알가르브 연합왕국
포르투갈 브라질 알가르브 연합왕국(포르투갈어:  Reino Unido de Portugal, Brasil e Algarves)은 포르투갈의 식민지였던 브라질국을 브라질 왕국으로 격상시킴으로써 포르투갈 알가르브 왕국과 브라질 왕국이 하나를 이룬 군주국이다. 1815년에 국가가 형성되었으며, 1822년에 브라질이 독립하면서 사실상 해체되었다. 포르투갈이 브라질 제국의 독립을 인정해 준 1825년을 국가 해체로 보기도 한다.

## 같이 보기
- 포르투갈 왕국
- 브라질 왕국
- 포르투갈 제국
- 브라질 제국
- 제국